# Pseudostrepula
Pseudostrepula is een geslacht van uitgestorven kreeftachtigen uit de klasse van de Ostracoda (mosselkreeftjes).

## Soorten
- Pseudostrepula acuta (Bonnema, 1909) Sarv, 1956 †
- Pseudostrepula cristata Oepik, 1937 †
- Pseudostrepula estona Sarv, 1959 †
- Pseudostrepula kuckersiana (Bonnema, 1909) Oepik, 1937 †
- Pseudostrepula lineata (Krause, 1889) †
- Pseudostrepula pseudoacuta Sidaravichiene, 1992 †